# Équivalence des hypothèses
L'équivalence des hypothèses désigne une doctrine prônée entre 1580 et 1700 par l'Église catholique au sujet de la question du référentiel à choisir pour décrire le mouvement des planètes (géocentrisme ou héliocentrisme). Le Soleil placé au centre de l'Univers est une représentation qui fut proposée par Copernic en 1543, résolue par Johannes Kepler et soutenue par certains savants dont Galilée au XVIIe siècle.

## Contexte
Au Moyen Âge, la thèse du géocentrisme est généralement admise. Cette thèse est attribuée à Aristote, même si elle est bien antérieure, et elle place la Terre au centre de l'Univers. La thèse héliocentrique est également très ancienne, proposée initialement par le grec Aristarque de Samos durant l'Antiquité.
Au Moyen Âge, tant que les discussions ne touchent pas à la théologie, les discussions sont libres sur le sujet.
Par exemple, Saint Thomas d'Aquin affirme :

« En astronomie, on pose l’hypothèse des épicycles et des excentriques, parce que, cette hypothèse faite, les apparences sensibles des mouvements célestes peuvent être sauvegardées ; mais ce n’est pas une raison suffisamment probante, car elles pourraient être sauvegardées par une autre hypothèse »

Nicolas Oresme également tint des propos similaires :

« tous regards, toutes conjonctions, toutes oppositions, constellations et influences du ciel demeurent inchangées quand on suppose que le mouvement du ciel n’est qu’apparent et celui de la terre véritable »

 Mais, faute de pouvoir démontrer ce qui du ciel ou de la Terre est en mouvement, Nicolas Oresme reste fidèle au géocentrisme.
Par conséquent, comme Saint Thomas d'Aquin l'affirme en particulier, et le mouvement scolastique en général, si le système de Ptolémée (géocentrisme) permet de bonnes prévisions sur le mouvement des planètes, il n'est pas inconcevable que d'autres hypothèses parviennent aux mêmes résultats. Ainsi naît la position de l'Église romaine sur le sujet, nommée « équivalence des hypothèses », lorsqu'elle est confrontée au développement de la recherche sur le sujet.

## Hypothèse héliocentrique
Le chanoine polonais Copernic développe l'hypothèse héliocentrique dans De Hypothesibus Motuum Coelestium a se Contitutis Commentariolus et dans De Revolutionibus Orbium Coelestium, un traité d'astronomie. Ayant postulé des orbites circulaires, il ne parvient pas à prévoir correctement les mouvements des planètes, ce qui l'oblige à introduire de nombreux épicycles, à l'image du système de Ptolémée. Finalement, le système envisagé par Copernic comporte davantage d'épicycles que le système antérieur, ce qui n'aboutit donc pas à une véritable simplification.
C'est Johannes Kepler qui trouvera la solution théorique (Astronomia nova, 1609). Il y montre la pertinence de l'héliocentrisme, en considérant que les orbites sont elliptiques, ce qui permet d'évacuer tout épicycle de la théorie, et aboutit donc ainsi à une radicale simplification du modèle.
Entre-temps de nombreux chercheurs eurent la conviction de l'héliocentrisme. Galilée en obtint l'intuition grâce à l'observation des satellites galiléens. L'observation de Pierre Gassendi le 7 novembre 1631 renforce l'idée du système solaire : il observe Mercure qui passe devant le Soleil (Mercurius in sole visus). 

## La relativité du mouvement
Pour l'Église, le système solaire est concevable[évasif]. Comme le système de Ptolémée apporte de bons résultats au niveau des prédictions (qui furent largement utilisées dans l'élaboration des calendriers), il s'agit de trouver une hypothèse équivalente : c'est-à-dire qu'est acceptable toute explication alternative du moment qu'elle respecte les observations[Information douteuse][réf. nécessaire]. La question du référentiel du mouvement est de ce point de vue secondaire[Interprétation personnelle ?].
Entre 1600 et 1602, Kepler essaie d'aborder ce sujet d'une manière scientifique. Leibniz l'intègre dans un ouvrage de 1695 :

« Et quant au mouvement absolu, rien ne peut le déterminer mathématiquement, puisque tout se termine en rapports : ce qui fait qu'il y a toujours une parfaite équivalence des Hypothèses, comme dans l'Astronomie, en sorte que quelque nombre de corps qu'on prenne, il est arbitraire d'assigner le repos ou bien un tel degré de vitesse à celui qu'on en voudra choisir, sans que les phénomènes du mouvement droit, circulaire, ou composé, le puissent réfuter. »

Du point de vue de la cinématique, l'équivalence est pertinente[réf. nécessaire]. L'explication de Copernic n'aurait qu'un avantage de simplicité (argument du rasoir d'Ockham). 
La mécanique newtonienne va transformer la controverse scientifique en simple anecdote historique en adoptant la relativité galiléenne (il n'existe pas de référentiel absolu) et en introduisant la notion de gravitation en 1687. Le Soleil (tout comme la Terre) suit une trajectoire qui dépend de sa masse et des masses et distances de tous les autres astres. L'astronomie moderne montre que la vitesse de la Terre dans un référentiel lié au Soleil n'est qu'une petite fraction de leur vitesse commune dans un référentiel lié à l'amas de galaxies proches.

## L'affaire Galilée
Connaisseur des théories de Copernic, Galilée tente de les vérifier par l'observation. Il construit des lunettes astronomiques qui lui permettent une vision plus précise et détaillée des astres que l'observation à l'œil nu. Durant l'hiver 1609-1610, ses observations lui permettent plusieurs découvertes, notamment la présence de satellites autour de Jupiter ou les taches solaires. Ces découvertes ne plaident pas en la faveur de la conception aristotélico-scolastique dominante : les satellites de Jupiter montrent que des astres peuvent tourner autour d'un autre astre que la Terre, tandis que les taches solaires semblent incompatibles avec l'idée d'un Soleil immuable et incorruptible.
En 1610, Galilée publie ses résultats à Venise dans Le message céleste. Vers la fin de l'année, il découvre aussi les phases de Vénus, faciles à expliquer si on accepte l'héliocentrisme mais plus difficiles si on les met dans une perspective géocentrique. En 1611, Galilée est invité à présenter ses découvertes au collège pontifical de Rome. Il est admis à l'Académie des Lyncéens tandis que d'autres savants confirment l'exactitude de ses observations.
En marge de ce succès, toutefois, une opposition apparaît et devient de plus en plus pressante. On voit dans la recherche de Galilée une subversion de la physique aristotélicienne dominante. Ses résultats vont dans le sens de la théorie de Copernic, donc de l'héliocentrisme, et semblent contredire les passages de la Bible qui décrivent la Terre comme fixe.
En 1615, après qu'un prêtre l'a violemment attaqué dans un sermon, Galilée écrit une lettre dans laquelle il tente de montrer l'orthodoxie du système copernicien. C'est peine perdue : l'Inquisition instruit un procès contre lui et il devra se présenter devant son tribunal en février 1616. Le cardinal Robert Bellarmin, jésuite, a tenté d'éviter le procès via un compromis. On pouvait admettre le système copernicien dans la pratique, dans l'observation, comme une hypothèse efficace pour expliquer les phénomènes, mais en dernière instance on ne devait admettre que le système géocentrique ptoléméen comme proprement vrai, le premier étant incompatible avec les Saintes Écritures. L'intransigeance de Galilée, qui reconnaissait le système héliocentrique comme vrai et refusait de lui donner un statut subordonné d'hypothèse, a précipité le procès contre lui. Le 26 février 1616, l'Inquisition déclare que l'héliocentrisme ne peut pas être défendu et qu'on ne peut l'enseigner qu'à titre d'hypothèse.
Dans les années 1620, le pape Urbain VIII demande à Galilée de rédiger une présentation comparative des deux systèmes. La présentation doit être neutre. Galilée s'y consacre et fera paraître en 1632 le Dialogue sur les deux grands systèmes du monde. Sous les apparences superficielles de la présentation comparative, le livre est en fait un brillant plaidoyer en faveur du système de Copernic et ridiculise celui de Ptolémée. On accuse Galilée d'avoir trahi sa mission officielle et soutenu une thèse mise à l'index. En juin 1633, Galilée est forcé de prononcer une formule d’abjuration devant le tribunal de l'Inquisition, entérinant ainsi le rejet officiel de l'héliocentrisme.

## Examen de la controverse ptoléméo-copernicienne
En 1979 et en 1981, le pape Jean-Paul II charge une commission d'étudier la controverse ptoléméo-copernicienne. Les papes modernes ont tous reconnu les talents exceptionnels de Galilée. Le 31 octobre 1992, il reconnaît que Galilée a été un théologien plus perspicace que ceux de son époque. Il reconnaît publiquement les erreurs commises par certains théologiens du XVIIe siècle lors de son discours aux participants à la session plénière de l'Académie pontificale des sciences. Dans leurs discours, le pape Jean-Paul II et le cardinal Poupard continuent à reprocher à Galilée son refus de l'équivalence des hypothèses et louent la position du cardinal Bellarmin (en effet, Galilée n'avait pas apporté la preuve définitive que le géocentrisme était faux. Son refus de l'équivalence des hypothèses était donc injustifié du point de vue scientifique). Ils critiquent la position épistémologique de Galilée, sans critiquer la position épistémologique de Bellarmin.